# Метт Ліндленд
Меттью Джеймс «Метт» Ліндленд (англ. Matthew James "Matt" Lindland; нар. 17 травня 1970, Орегон-Сіті, Орегон) — американський борець греко-римського стилю, срібний призер чемпіонату світу, дворазовий переможець та срібний призер Панамериканських чемпіонатів, переможець та срібний призер Кубків світу, срібний призер Олімпійських ігор.

## Біографія
Боротьбою почав займатися з 1985 року. На початку спортивної кар'єри займався і греко-римською, і вільною боротьбою. У 1994 році став чемпіоном Панамериканських ігор з вільної боротьби. Потім зосередився лише на класичній боротьбі. Виступав за борцівський клуб «Sunkist Kids» зі Скоттсдейла — передмістя Фінікса. У 1997 році почав брати участь в боях мішаних єдиноборств. До 2011 року провів 31 поєдинок, в 22 з яких переміг і в 9 зазнав поразки.
Один із засновників і головний тренер команди «Quest ММА» з Портленда, штат Орегон. Головний тренер національної збірної США з греко-римської боротьби з 2014 року.

## Виступи на Олімпіадах
| Змагання                    | Збірна | Вагова категорія | Місце  |
| --------------------------- | ------ | ---------------- | ------ |
| Літні Олімпійські ігри 2000 | США    | 76 кг            | Срібло |

На літніх Олімпійських іграх 2000 року в Сіднеї здобув срібну нагороду. У півфінальній сутичці з рахунком 7-4 подолав Давида Манукяна, який представляв Україну. У фіналі з рахунком 3-0 поступився Мурату Карданову з Росії.

## Виступи на Чемпіонатах світу
| Змагання                        | Збірна | Вагова категорія | Місце  |
| ------------------------------- | ------ | ---------------- | ------ |
| Чемпіонат світу з боротьби 1997 | США    | 76 кг            | 17     |
| Чемпіонат світу з боротьби 1998 | США    | 76 кг            | 6      |
| Чемпіонат світу з боротьби 1999 | США    | 76 кг            | 24     |
| Чемпіонат світу з боротьби 2001 | США    | 85 кг            | Срібло |

На чемпіонаті світу 2001 року став другим, поступившись у фіналі грузинському борцю Мухрану Вахтангадзе.

## Виступи на Панамериканських чемпіонатах
| Змагання                                   | Збірна | Вагова категорія | Місце  |
| ------------------------------------------ | ------ | ---------------- | ------ |
| Панамериканський чемпіонат з боротьби 1994 | США    | 74 кг            | Золото |
| Панамериканський чемпіонат з боротьби 1997 | США    | 76 кг            | Срібло |
| Панамериканський чемпіонат з боротьби 2000 | США    | 76 кг            | Золото |

## Виступи на Панамериканських іграх
| Змагання                  | Збірна | Вагова категорія | Місце                    |
| ------------------------- | ------ | ---------------- | ------------------------ |
| Панамериканські ігри 1999 | США    | 76 кг            | Золото (вільна боротьба) |

## Виступи на Кубках світу
| Змагання                    | Збірна | Вагова категорія | Місце  |
| --------------------------- | ------ | ---------------- | ------ |
| Кубок світу з боротьби 1995 | США    | 74 кг            | Срібло |
| Кубок світу з боротьби 1996 | США    | 74 кг            | Золото |

## Виступи на інших змаганнях
| Змагання                                 | Збірна | Вагова категорія | Місце  |
| ---------------------------------------- | ------ | ---------------- | ------ |
| Міжнародний меморіал Дейва Шульца 1999   | США    | 85 кг            | 4      |
| Олімпійський кваліфікаційний турнір 2000 | США    | 76 кг            | 21     |
| Олімпійський кваліфікаційний турнір 2000 | США    | 76 кг            | Бронза |
| Олімпійський кваліфікаційний турнір 2000 | США    | 76 кг            | Золото |